# 山口康智
山口 康智（やまぐち やすとも、2003年1月15日 - ）は、日本の子役。
劇団ひまわり所属。

## 出演作
- ムジカ・ピッコリーノ（2013年4月 - ）[2][3]
- 舞台「コルチャック先生と子どもだち」[1]
- 映画 RUN!-3films-「VANISH」（2019年11月2日公開）